# دوفي (رواية)
دوفي  (بالإنجليزية: Duffy)‏ هي رواية للكاتب الإنجليزي جوليان بارنز باسم مستعار هو دان كافاناه، نشرت عام 1980، عن دار نشر جوناثان كيب.